# Fritz Attila (színművész)
Fritz Attila (Budapest, 1983. június 6. –) magyar színész, bábszínész.

## Életpályája
Színészettel 1998-tól a budapesti Főnix Drámastúdió és Művészeti Műhelyben kezdett el foglalkozni. 2004-től 2008-ig Zalaegerszegen a Nádasdy Kálmán Színészképző Stúdióban tanult. 2008-ban Színész II. képesítést szerzett a MASZK-nál. 2008-ban, hetedik próbálkozásra felvételt nyert a Színház- és Filmművészeti Egyetem színművész-bábszínész szakára, ahol 2013-ban diplomázott Meczner János és Csizmadia Tibor osztályában. Egyetemistaként, gyakorlati idejét 2012-től a Miskolci Nemzeti Színház társulatában töltötte, ahol 2014-ig volt tag, majd a dunaújvárosi Bartók Kamaraszínházhoz szerződött. 2017-től Szombathelyen a Mesebolt Bábszínházban játszott. 2020-tól a zalaegerszegi Hevesi Sándor Színház művésze.

## Színházi szerepeiből
- Carlo Goldoni: Mirandolina... Albafiorita gróf
- William Shakespeare: Rómeó és Júlia... Baltazár, Rómeó szolgája
- Bertolt Brecht: Kurázsi mama és gyermekei... Stüsszi
- Alexandre Dumas: A kaméliás hölgy... Bertrand
- Anton Pavlovics Csehov: Sirály... Jakov
- Oscar Wilde: A boldog herceg... Hajléktalan
- Tennessee Williams: A vágy villamosa... Steve
- Urs Widmer: Top Dogs... Mark Zepter
- Michael Frayn: Veszett fejsze... Frici
- Gérard Lauzier: Ballépés jobbra... Második Rendőr
- Marius von Mayenburg: A hideg gyermek... Apu
- Bornemisza Péter : Magyar Elektra... Parasitus, királ szolgája
- Mikszáth Kálmán: A Noszty fiú esete Tóth Marival... Kucséber
- Móricz Zsigmond: Úri muri... Wagner
- Örkény István: Kulcskeresők... A Bodó
- Rideg Sándor: Indul a bakterház... Csendőr II.
- Hamvai Kornél: Sztálinváros... Karcsi, az ügyelő
- Szörényi Levente – Bródy János: Kőműves Kelemen... Radó; Hírnök
- Presser Gábor – Horváth Péter – Sztevanovity Dusán: A padlás... Lámpás, a törpe, zsörtölődő szellem
- Böhm György – Korcsmáros György – Horváth Péter – Radványi Géza – Balázs Béla: Valahol Európában... Szeplős; Sofőr
- Moravetz Levente – Bozó László: Volt egy seregünk... Negyedik katona
- Szüle Mihály – Harmath Imre – Walter László: Egy bolond százat csinál... Intéző; Rendőr 2; Ápoló
- Dés László – Nemes István – Koltai Róbert – Nógrádi Gábor: Sose halunk meg... Dönci, fakanalas
- Vajda Katalin: Anconai szerelmesek... Luigi del Soro, utcazenész
- Huszka Jenő: Mária főhadnagy... Krantz doktor
- L. Frank Baum: Óz, a nagy varázsló... Totó kutya
- Lázár Ervin: A négyszögletű kerekerdő... Zordonbordon; Dr. Zirr-Zurr fog és agyarbarát
- Dóka Péter: Sajtkirály... Bandúr
- Jeli Viktória – Tasnádi István: Hepp!... Frenetikus Fregoli
- Gimes Dóra: Istipisti és a kővirágok... Istipisti
- Kormos István: Vackor... Vackor
- Václav Čtvrtek: Rumcájsz... szereplő
- Eric-Emmanuel Schmitt: Oszkár és Rózsa Mami... Oszkár
- Mikó Csaba: Herkules – A kezdet... Ifikiész; Szatír; Gyerek; Animátor; Fiú
- Szálinger Balázs: Becsvölgye... Csabi
- Eric Toledano – Olivier Nakache – Molnár Anna – Perczel Enikő – Szabó Máté: Életrevalók... Driss öccse;  Álláskereső

## Tv, filmek
- Lopott képek (2006)
- Utolsó rapszódia (2011)
- Tune (2011)
- Erdő (2011)
- Palacsinta (2012)
- Munkaügyek (sorozat)

- Az ügyfélbarát iroda című rész (2014)
- Incella kenyérért megy (2014)
- Saul fia (2015)
- Veszettek (2015)
- Testről és lélekről (2017)
- Hét kis véletlen (2018)
- Psychotársas (2019)
- Ida regénye (2022)